# 2017年阿斯塔納世界博覽會
2017年世界博覽會於2017年6月10日至9月10日在哈薩克阿斯塔納舉行。本屆世博會的主題為「未來能源」，旨在建立國家、非政府組織，企業和公眾之間的全球性討論，探討「我們如何確保安全和可持續地獲得能源，同時降低CO
2（二氧化碳）排放量？」。本届世博会亦设置了三个副主题，分别为“减少二氧化碳排放量”、“日常能源的效率”、“能源，为了全人类”。

## 申辦過程

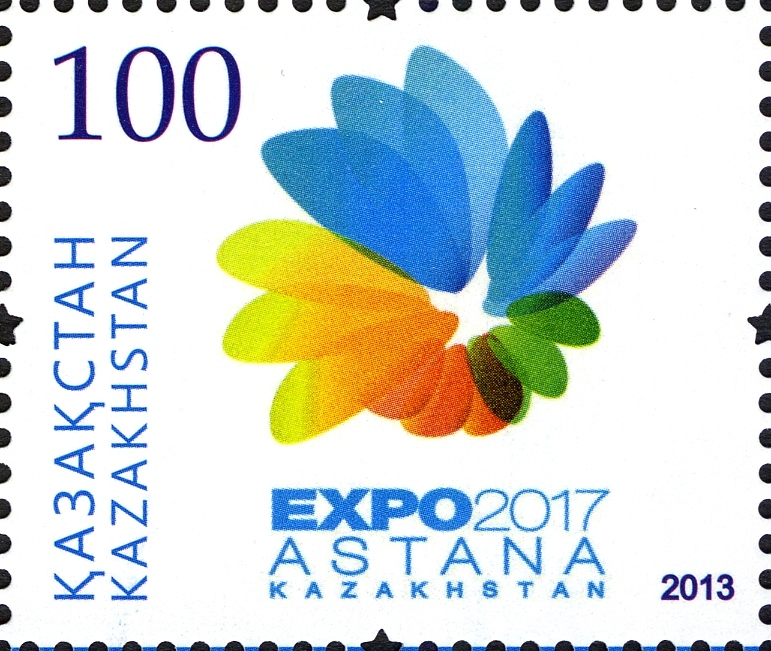
阿斯塔納世博會申辦標誌

2010年7月1日，哈薩克斯坦在巴黎舉行的第147屆國際展覽局會議上公開表示有意申辦2017年國際專業展覽會，並欲將世博會安排於其首都阿斯塔納舉辦。除此之外，比利時城市列日亦有意申辦本屆世博會。。2012年11月22日，國際展覽局於巴黎宣佈2017年世博會主辦權歸予阿斯塔納。
| 城市     | 國家   | 申辦主題                   |
| -------- | ------ | -------------------------- |
| 阿斯塔納 | 哈薩克 | 未來能源                   |
| 列日     | 比利時 | 連接世界，聯繫人，共同生活 |

## 世博會象徵

### 會徽
阿斯塔納成功得到2017年世博會之主辦權後，舉行了會徽設計比賽及公眾投票。27位來自18個國家的設計師參與了比賽並提交作品，最終有7個標誌入圍。入圍的標誌被安排予哈薩克國民投票，哈薩克國民可選出其最喜愛的標誌，而是次投票有約10000人參與。惟世博會最終決定採用得票第二多的作品作為會徽，而非得票最多的作品。而得票第二高的標誌作為世博會會徽後，亦曾被修改。
本屆世博會會徽由象徵著三個不同顏色的風力發電機零件所組成。2016年底，會徽被修改，會徽中的漸變色與陰影被刪除，字體也被替換。而東道國哈薩克斯坦的名字亦被刪除，只保留主辦城市——阿斯塔納的英文名稱。主辦單位認為新的字體使會徽更加清晰。

### 吉祥物
薩勒﹙Saule﹚、庫特（Kuat）與摩爾迪爾（Moldir）為本屆世博的吉祥物。

## 參與者
確認參加本屆世界博覽會的國家和國際組織分別達到115個與22個，高過主辦單位的預期。

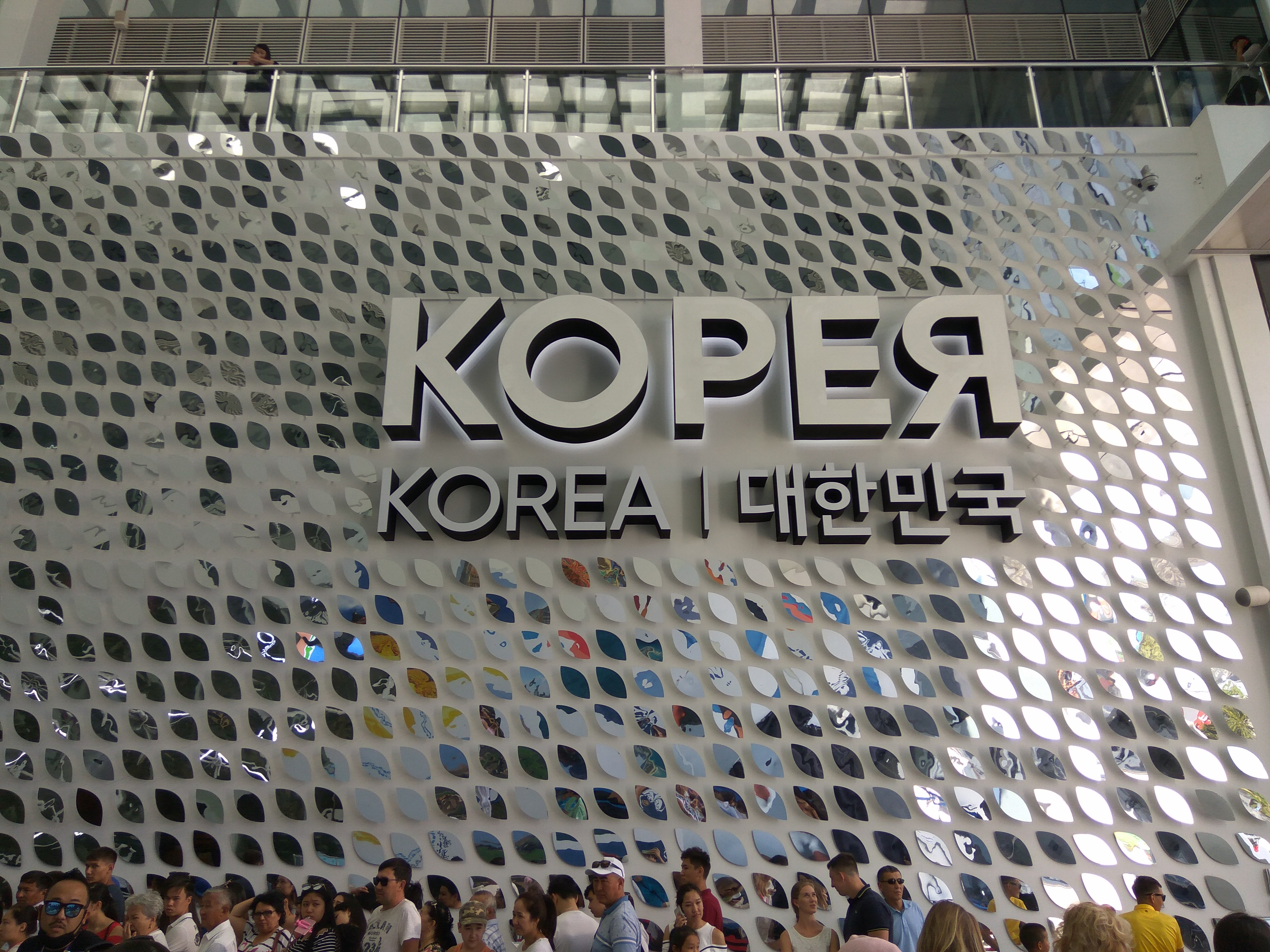
南韓館
烏茲別克斯坦館
新加坡館
越南館
日本館
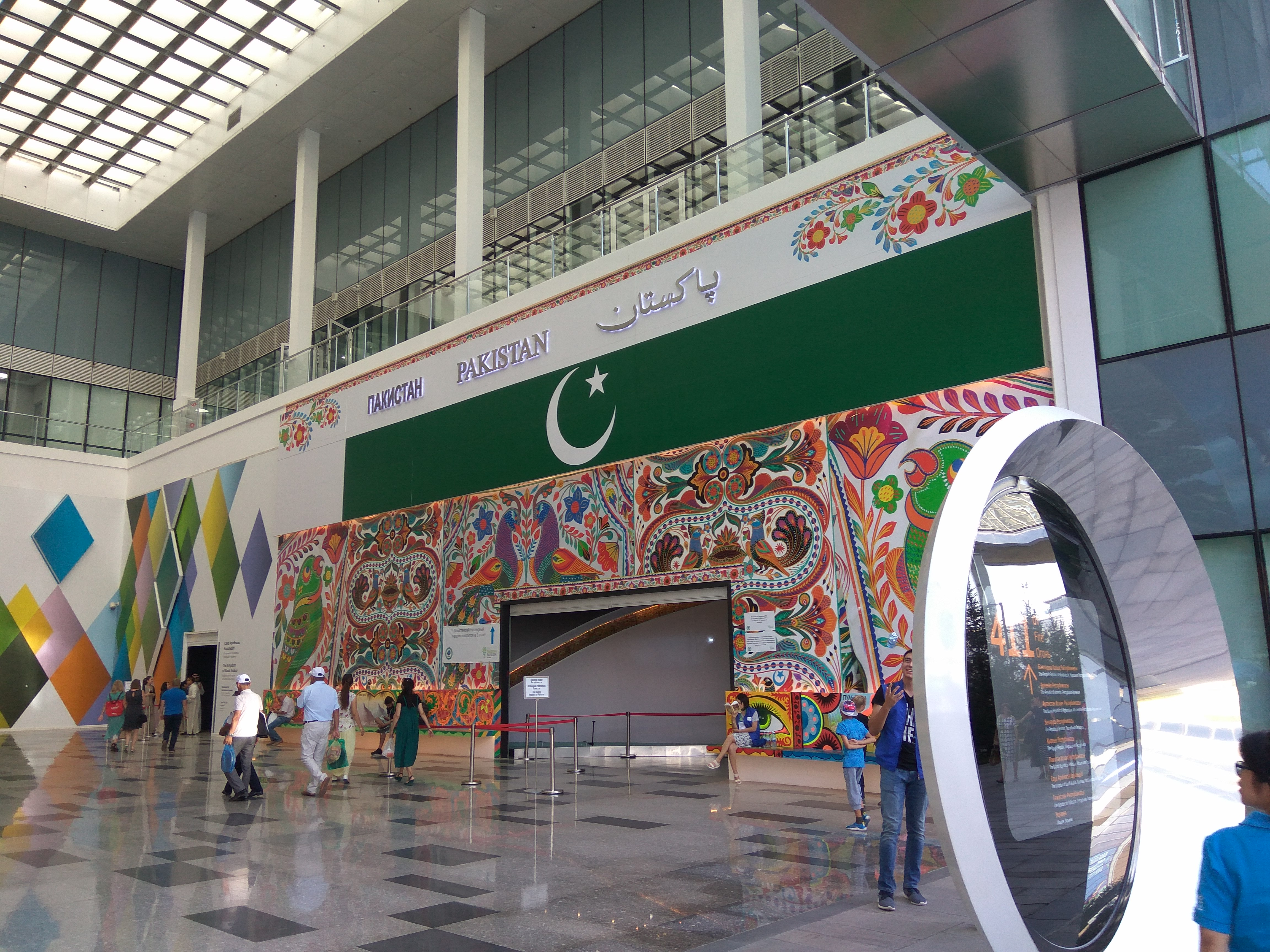
巴基斯坦館
馬來西亞館
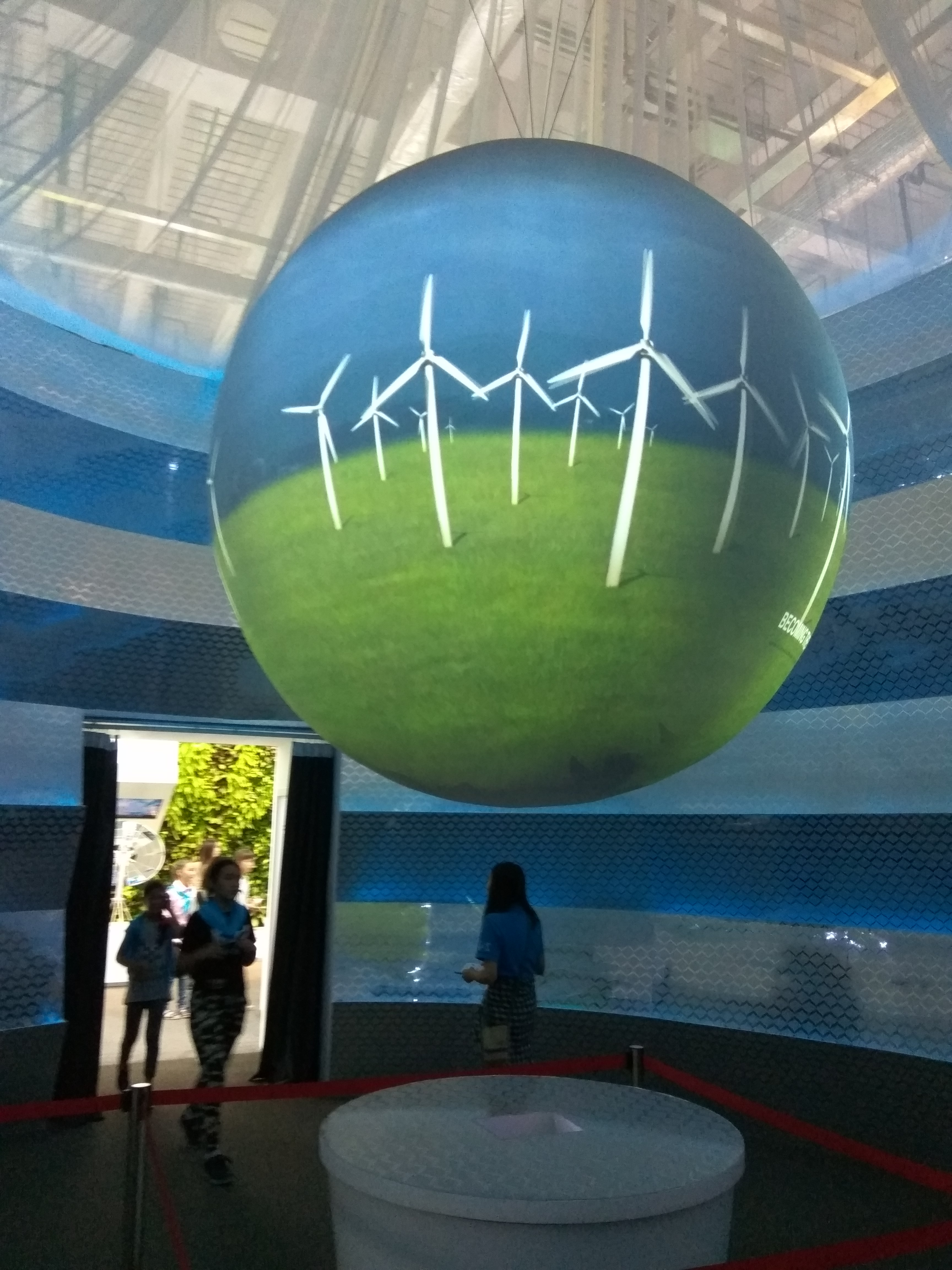
印度館
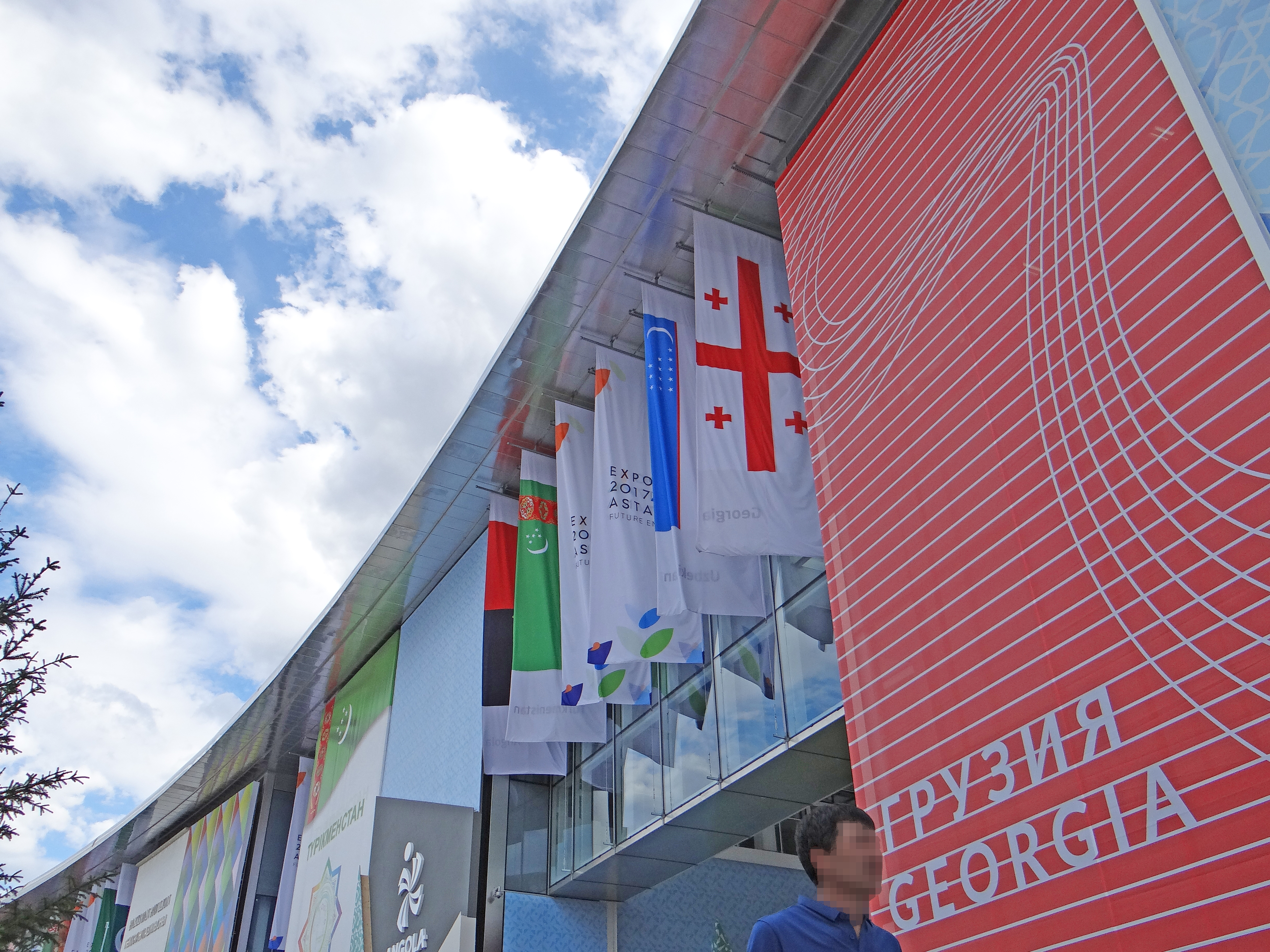
喬治亞館
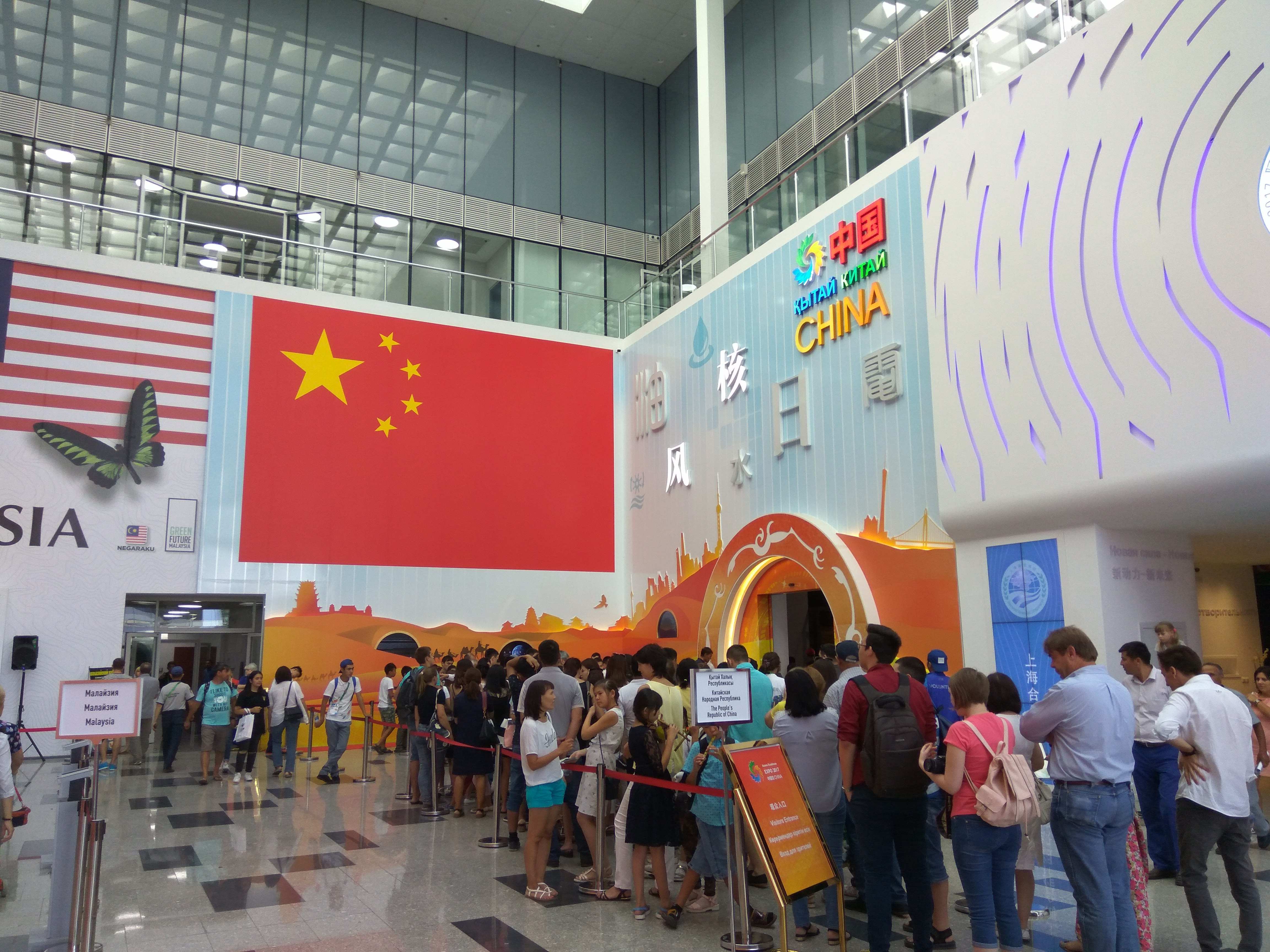
中國館

### 確認出席的國家

綠色為參與國；紅色為東道國——哈薩克斯坦。

- 阿富汗[10]
- 阿尔及利亚[10]
- 安哥拉[11]
- 安地卡及巴布達[10]
- 阿根廷
- 亞美尼亞[12]
- 奥地利[10]
- [12]
- 白俄羅斯[12]
- 比利时[13]
- [10]
- [10]
- 玻利维亚[12]
- 布吉納法索[10]
- 中非[10]
- 智利
- 中國[12]
- [10]
- 刚果民主共和国[10]
- 刚果共和国[10]
- [10]
- 古巴[14]
- 捷克[10]
- [10]
- 多米尼克[10]
- [10]
- [10]
- 埃及[15]
- 衣索比亞
- 斐济[10]
- 芬兰[10]
- 法國:[12] France confirmed its participation on 9 April 2015. It will have a large pavilion, with a floor area of 1083 m2. France has, in the past, organised eight international exhibitions.[16]
- 加彭[10]
- [11]
- [12]
- 德国[12]
- [10]
- 希腊[17]
- 格瑞那達[11]
- [10]
- 几内亚[10]
- [10]
- 海地[10]
- [11]
- 匈牙利[12][與來源不符]
- 印度[12]
- 伊朗:[12] Iran confirmed its participation in November 2015.[18]
- 以色列[12]
- 義大利[10]
- 牙买加
- 日本[12]
- 约旦:[12] Jordanian Montasser al-Oklahoma confirmed country's participation on 3 November 2015.[19]
- (主辦國)
- [10]
- 基里巴斯[20]
- [11]
- 拉脫維亞[10]
- 賴索托[10]
- 利比里亚[11]
- 立陶宛[10]
- 盧森堡
- 马达加斯加[10]
- 马来西亚[11]
- 马绍尔群岛[11]
- 毛里塔尼亚[10]
- 墨西哥
- 摩納哥[11]
- 蒙古国[10]
- 瑙鲁[20]
- 荷蘭:[12]
- 巴基斯坦[11]
- 帛琉[10]
- 巴拉圭[10]
- 波蘭[21]
- 羅馬尼亞[12]
- 俄羅斯[12]
- 圣基茨和尼维斯[11]
- 圣卢西亚[10]
- [11]
- 萨摩亚[10]
- 沙烏地阿拉伯[12][22]
- 塞爾維亞[12][與來源不符]
- 塞内加尔[11]
- 塞舌尔[10]
- [10]
- 新加坡[10]
- 斯洛伐克[23]
- 南非
- [12]
- 所罗门群岛[10]
- 西班牙[24]
- 斯里蘭卡[10]
- 苏里南[10]
- 瑞士[12]
- 泰國[10]
- [12]
- [10]
- [12]
- 土耳其[12]
- [20]
- 乌干达
- 乌克兰[10]
- 阿联酋[10]
- 英国[24]
- 美国[25]
- [11]
- 梵蒂冈[24]
- 委內瑞拉
- 越南[12]
- 葉門

## 世博園區

### 入口

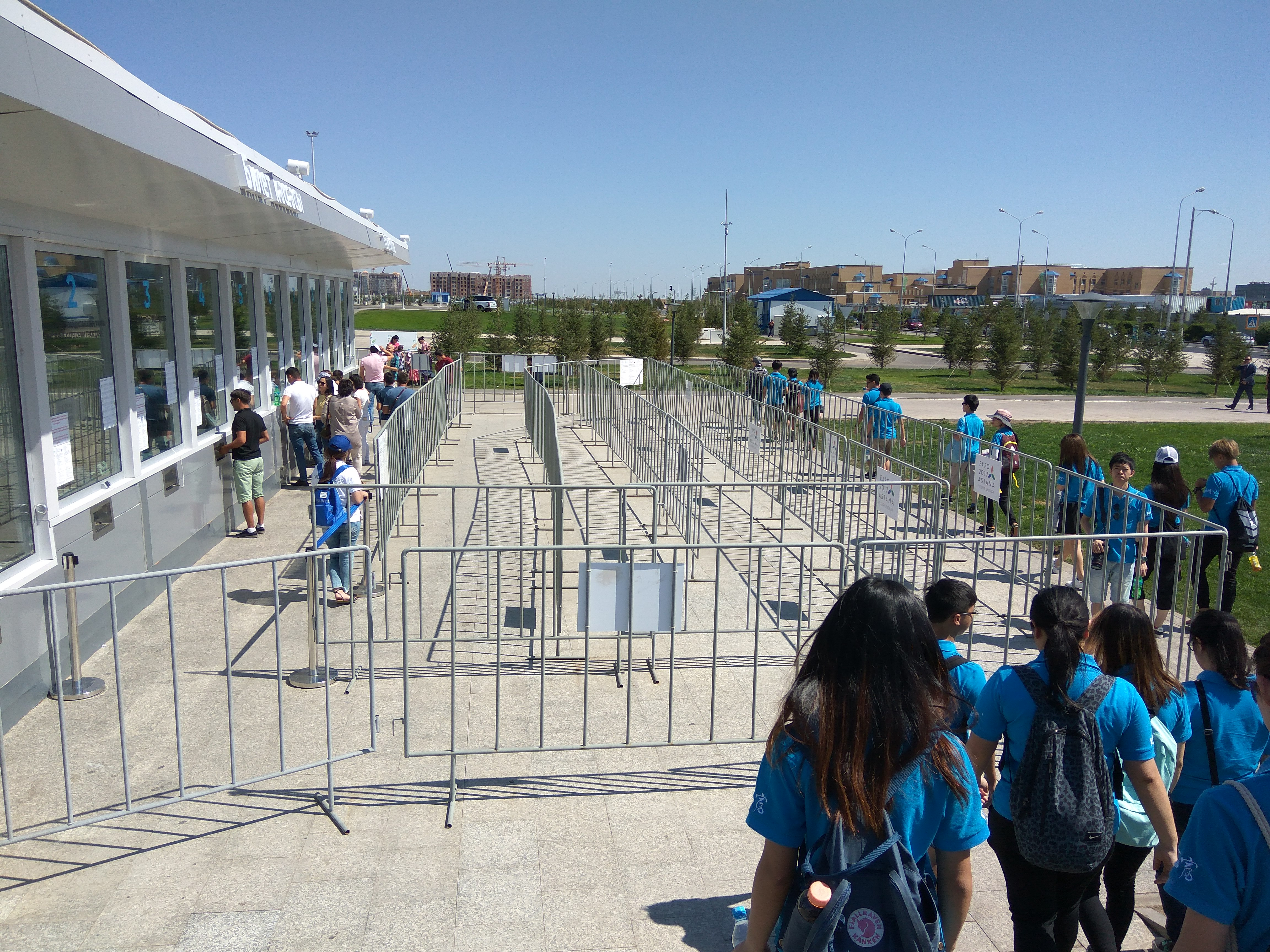
世博園的售票處，較高的欄杆被設置以防止遊客插隊問題發生。

世博園設有六個出入口。基於安全與反恐理由，各入口均設有保安檢查站。遊客於售票處購票後、進入世博園前，必須通過保安檢查。

### 園區
園區以全球最大球體建築努尔阿莱姆（Nur Alem，簡稱「努爾世界」）為中心。除哈薩克館及未來博物館設於努爾世界內，各國展館、劇場則設於圍繞努爾世界外的建築物，而世博兒童公園則設於展館與劇場之間的土地。

#### 努尔阿莱姆
努尔阿莱姆（Nur Alem，簡稱「努爾世界」）為本屆世博会的核心地標。是世上現存最大型的球體建筑，直径80米，高100米，樓高8層。在建筑物的一楼，為東道國哈萨克斯坦的展馆，遊客可以於館內了解哈薩克历史，文化，传统和景点。努爾世界的2至8樓為未來博物館 ，官方介定其為一個创新性、重要研究和文化中心的枢纽並認為数字化，多媒体和互动技术将扩大展览館的空间感。各樓層亦展示跟宇宙、太阳能、生物质能、风能、水能和动力学相關的設施及展品。努爾世界的立面设计安裝了整合光伏电池，能将照射於大樓外的阳光转化为电能，而大樓球体的顶部設置了2部风力发电机，讓風能轉化成電能。

#### 世博兒童公園
位於劇場與展館之間的世博兒童公園（Expo Kid's Park）為一個世博會為兒童而設的遊樂場，場內提供遊樂設施外，亦提供電子娛樂設施、藝術班、化學示範、舞蹈表演等活動。

### 場館

多個展館設有由該國設計的標誌，圖為今屆世博會荷蘭館的標誌。

- 2017年阿斯塔納世界博覽會太平洋廣場
- 2017年阿斯塔納世界博覽會新加坡館
- 2017年阿斯塔納世界博覽會南韓館
- 2017年阿斯塔納世界博覽會荷蘭館
- 2017年阿斯塔納世界博覽會烏茲別克斯坦館
- 2017年阿斯塔納世界博覽會日本館

### 配套設施

#### 交通

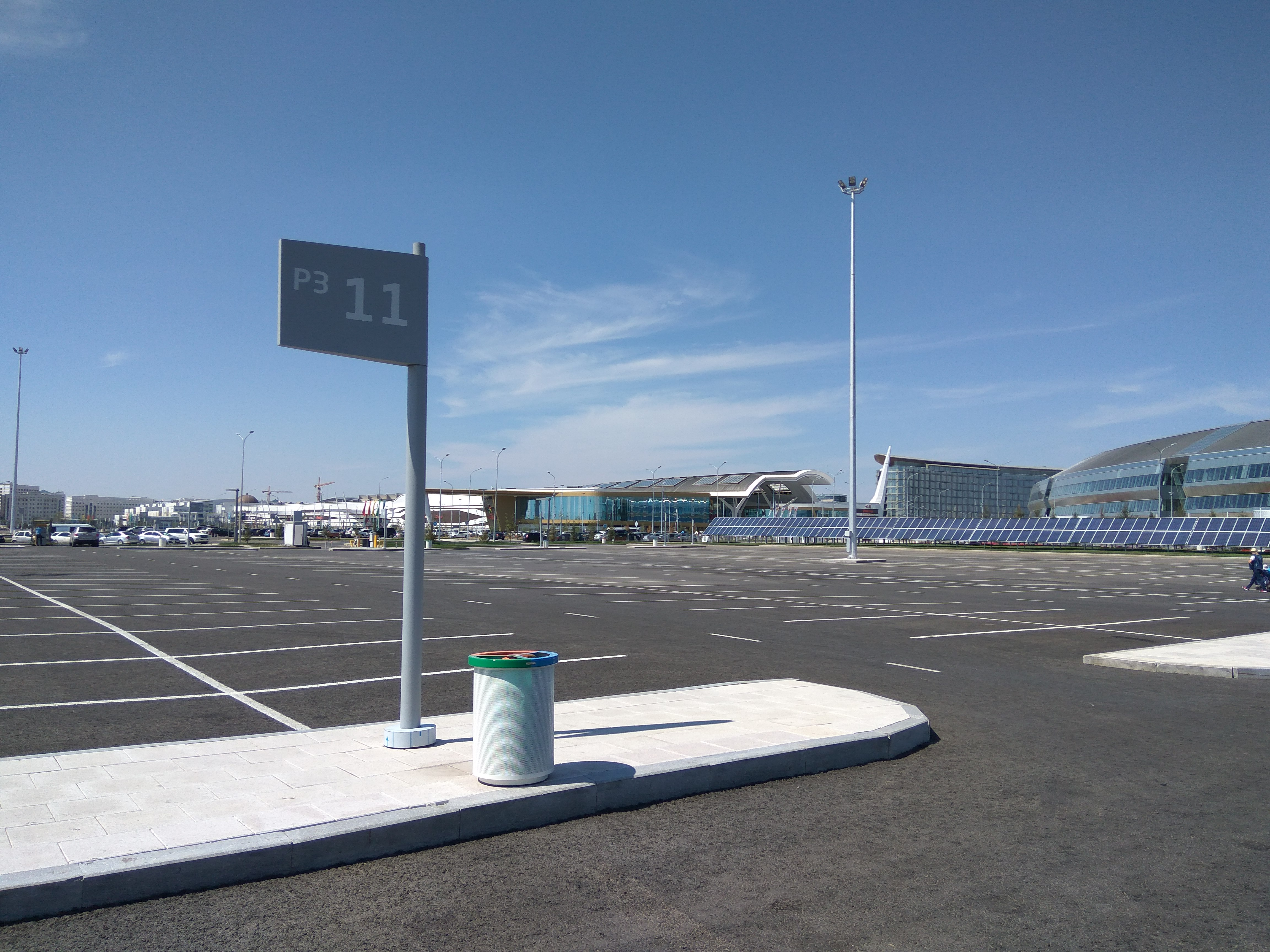
世博會的三號停車場。

本屆世博會於世博園外設置8個收費停車場，可供私家車、貨車、旅遊巴士及電單車停泊。展覽期間，收費停車場的服務時間為上午八時至凌晨一時三十分。而入住世博村的遊客則可免費使用村內的停車場。

## 開放時間
除特定日子（如開幕日與閉幕日）外，世博園開放時間為上午九時至凌晨一時，園方將於晚上十時截止參觀者入場。

## 外部連結
- Expo 2017 Astana-Kazakhstan（页面存档备份，存于）
- Expo 2017 page at ExpoMuseum.com（页面存档备份，存于）
- Official website of the BIE（页面存档备份，存于）
- European Patent Office（页面存档备份，存于）
- Film Astana Expo 2017 " The Great Expectation of Kazakhstan "（页面存档备份，存于）
- Liège 2017
- ExpoBids.com（页面存档备份，存于）
- Expo 17 (Canada)
- Expo 2017 (Canada)
- Edmonton Expo 2017（页面存档备份，存于）
- Société du Havre de Montréal (Canada)